# Берн (Вісконсин)
Берн (англ. Bern) — місто (англ. town) в США, в окрузі Марафон штату Вісконсин. Населення — 614 особи (2020).

## Демографія
Згідно з переписом 2010 року, у місті мешкала 591 особа в 189 домогосподарствах у складі 152 родин. Було 205 помешкань
Расовий склад населення:
| - 99,0 % — білих - 1,0 % — осіб інших рас |

До двох чи більше рас належало 0,0 %. Частка іспаномовних становила 1,5 % від усіх жителів.
За віковим діапазоном населення розподілялося таким чином: 31,0 % — особи молодші 18 років, 55,3 % — особи у віці 18—64 років, 13,7 % — особи у віці 65 років та старші. Медіана віку мешканця становила 35,1 року. На 100 осіб жіночої статі у місті припадало 109,6 чоловіків;  на 100 жінок у віці від 18 років та старших — 112,5 чоловіків також старших 18 років.
Середній дохід на одне домашнє господарство  становив 70 762 долари США (медіана — 54 464), а середній дохід на одну сім'ю — 76 859 доларів (медіана — 58 594). Медіана доходів становила 40 391 долар для чоловіків та 34 000 доларів для жінок. За межею бідності перебувало 22,5 % осіб, у тому числі 36,4 % дітей у віці до 18 років та 10,3 % осіб у віці 65 років та старших.
Цивільне працевлаштоване населення становило 342 особи. Основні галузі зайнятості: виробництво — 29,5 %, сільське господарство, лісництво, риболовля — 21,3 %, освіта, охорона здоров'я та соціальна допомога — 14,0 %, роздрібна торгівля — 8,5 %.